# Добово
Добово (словен. Dobovo) — поселення в общині Ново Место, регіон Південно-Східна Словенія, Словенія. Висота над рівнем моря: 189,9 м.